# 奥古斯托·罗亚·巴斯托斯
奥古斯托·罗亚·巴斯托斯（西班牙語：Augusto Roa Bastos，1917年6月13日—2005年4月26日）巴拉圭作家，20世纪最重要的拉丁美洲作家之一。早年参加巴拉圭和玻利维亚之间的查科战争，之后成为了一名新闻记者、电影腳本家和教授。其代表作为小说《我，至高无上者》，《我，至高无上者》是最早探讨独裁者问题的拉美小说之一。它探究了有着不少怪癖的何塞·加斯帕尔·罗德里格斯·德·弗朗西亚的言行和内心世界，他从1814年开始以铁腕手段统治巴拉圭直到1840年逝世。
罗亚·巴斯托斯的生活和写作处处都打上了军事独裁者的烙印。因反对巴拉圭独裁者阿尔弗雷多·斯特罗斯纳的统治，他曾被迫流亡阿根廷，1976年他在类似的政治环境下由布宜诺斯艾利斯逃亡法国。罗亚·巴斯托斯的大部分作品都写于流亡期间，但这并没有阻止他大量探讨巴拉圭的社会及政治问题。罗亚·巴斯托斯的大多数作品使用一种极其巴拉圭化的西班牙语（其中不时会混入一些瓜拉尼词汇），他常将巴拉圭的神话和文化符号融入到一种以魔幻现实主义之名为人所知的巴洛克风格之中。他被认为是拉丁美洲文学爆炸中的后起之秀，1989年获得西班牙语文学界最高奖项米格尔·德·塞万提斯奖。除了《我，至高无上者》外，罗亚·巴斯托斯其他的文学作品还有小说《人子》（1960）、《检察官》（1993）等。

## 生平

### 早期生活 （1917－1932）
罗亚·巴斯托斯于1917年6月13日生于亚松森。他的童年是在伊土比、瓜伊塔区的省城渡过的，他父亲在那儿管理一个糖料种植园。 伊土比离巴拉圭首都亚松森大约200公里，在那儿罗亚·巴斯托斯学会了西班牙语和瓜拉尼语、巴拉圭的本土语言。十岁那年他被送往亚松森念书，与他的舅舅埃梅内希尔多·罗亚、亚松森的一位开明的主教住在一块儿。
他舅舅规模颇大的私人图书馆使年轻的罗亚·巴斯托斯接触了巴洛克时期及文艺复兴时期的古典西班牙语文学传统，他在1930年代到1940年代的早期诗歌便是模仿那些古典著作。 另外，他舅舅对古典文学中玄秘方面的强调对罗亚·巴斯托斯之后的写作产生了重大影响。他在瓜拉尼社会风俗及语言方面的知识与在亚松森接受的西班牙传统教育这两者相结合，使得他的作品在语言方面显示出文化和语言方面的二元性。  他在乡间的早期经历使得他能充分体察到当地下层人民的疾苦，这成为他写作中的突出主题。

### 战争与写作 （1932－1947）
1932年巴拉圭和玻利维亚间的查科战争爆发，这场局部战争一直持续到1935年。战争期间的某一时间，或许在1934年，罗亚·巴斯托斯作为医疗辅助队员加入了巴拉圭的军队。这场战争对这位未来的作家产生了深远影响，他曾说：“当我离开家参加战争时我梦想在战斗的激情中得到心灵的升华。”然而这场战争并未带来荣誉，当他看到残缺的肢体和一片片废墟时他开始质疑“为什么巴拉圭和玻利维亚这两个兄弟国家会互相残杀”，作为其结果罗亚·巴斯托斯成为了一名和平主义者。
战争之后他先是成了银行文员，之后成为了一名记者。在这期间他开始写剧本和诗歌。1941年罗亚·巴斯托斯因《富尔亨西娅·米兰达》获巴拉圭奖，虽然那本书从未公开发表过。1940年早期他将许多时间花在北方的巴拉圭茶种植园上，他将在种植园的经历运用到他首部公开发表的小说《人子》（1960）上。1942年他被指定为亚松森日报《国家报》的主编。
1944年英国议会因他为伦敦报业作出的贡献为罗亚·巴斯托斯提供九个月的资助。在这期间他游历了英国、法国和非洲的许多地方，见证了第二次世界大战所带来的毁灭。他为《国家报》作战地记者，在1945年戴高乐将军回到巴黎时采访了他。罗亚·巴斯托斯还在BBC和法国信息部的邀请下制作了许多关于拉丁美洲的广播节目。
在这个多事的时期罗亚·巴斯托斯继续写作，并被最为巴拉圭的先锋诗人。1942年他出版了一本古典西班牙语风格的诗集《歌唱黎明的夜莺》，然而后来他否定了它。他还在1940年代成功的完成了多部戏剧，虽然它们从未被公开出版过。他1940年代晚期丰富的诗歌创作之中只有《燃烧的橘林》后来被出版。

### 流亡阿根廷（1947－1976）
1947年2月巴拉圭内战爆发，阿尔弗雷多·斯特罗斯纳夺取了政权。罗亚·巴斯托斯被迫逃亡阿根廷的布宜诺斯艾利斯，因为他曾公开反对斯特罗斯纳和与他联盟的总统伊希尼奥·莫里尼戈。那时大约有5000000名巴拉圭人和他一样离开祖国逃往阿根廷。罗亚·巴斯托斯一直呆在阿根廷直到1976年军事独裁政府在那儿确立，并且在1989年以前仍没有回到巴拉圭。他的流亡生活十分困难，但他在布宜诺斯艾利斯的时期是他最多产的时候。关于他的流亡生活罗亚·巴斯托斯说道： 
我不能去抱怨……流亡生活带给我的除了对暴力和人类价值失落的憎恶，还有对普遍人性的理解。流亡给予我一种视角，以这种视角我可以以他者的观点来看待我的国家，并因为那里发生的巨大不幸而活下去。
1953年，小说集《叶丛雷声》出版并在国际间流传，它包含17篇短篇小说，然而直到1960年长篇小说《人子》出版罗亚·巴斯托斯才在评论界和普通读者中赢得了巨大成功。 这篇小说描绘了从1800年代何塞·加斯帕尔·德·弗朗西亚的统治到1930年代查科战争这段令人压抑的巴拉圭历史画卷。他多重的叙事视点和历史及政治主题预示了他十多年后写的最著名的小说《我，至高无上者》。在《人子》发表同年，罗亚·巴斯托斯将其改编为一部获奖电影。
罗亚·巴斯托斯后来致力于写电影剧本，1960年他写了《Shunko》，由劳塔罗·穆鲁阿导演，这部电影是根据一个乡村学校教师的自述改编。1961年他再次与穆鲁阿合作，为电影《Alias Gardellino》作编剧，这部影片描写了城市小罪犯的生活，成为“新电影”运动中的主要独立电影之一。1974年罗亚·巴斯托斯发表了他的最有影响的杰作《我，至高无上者》，这部小说花费了他七年的心血。当豪尔赫·拉斐尔·魏地拉在1976年确立军事独裁统治时，这本书在阿根廷被禁，罗亚·巴斯托斯又一次流亡，这回的目的地是法国的图卢兹。

### 法国 （1976－1989）
在图卢兹，罗亚·巴斯托斯于图卢兹大学教授瓜拉尼语及西班牙语文学。虽然他从1970年开始被允许访问巴拉圭并与新一代的巴拉圭作家合作，他在1982年再次被禁止入境，因为据称他参与了颠覆活动。然而，几乎没有任何证据表明他曾参加任何种类的政治派别。 罗亚·巴斯托斯又一次被迫重回法国，但这一时期他也拥有了新的读者群。海伦·雷恩英译了《人子》和《我，至高无上者》，这些译著于1986年出版，并在英语世界得到了广泛的好评。然而在法国，罗亚·巴斯托斯主要集中精力写理论著作，他的文学产量远不及在阿根廷的时期。1985年他放弃了在图卢兹大学的职位。 随着1989年阿尔弗雷多·斯特罗斯纳独裁政权的垮台，罗亚·巴斯托斯应新任领导人安德烈斯·罗德里格斯之邀回到了巴拉圭。

### 回到巴拉圭及获塞万提斯奖 （1989－2005）
随着斯特罗斯纳政权的倒台，罗亚·巴斯托斯因其对西班牙语文学的卓越贡献获得了代表西班牙政府的西班牙皇家学院所颁发的塞万提斯奖。这一时期罗亚·巴斯托斯开始经常往返于巴拉圭和法国。。1991年，罗亚·巴斯托斯代表巴拉圭签署了《莫雷利亚宣言》，“要求防止地球生态的毁灭”，这时罗亚·巴斯托斯再次成为了一个活跃的小说家和剧作家。
1991年罗亚·巴斯托斯将《人子》改编成电影。1992年，他出版了自《我，至高无上者》后的第一部小说《不眠的海军司令》，第二年又出版了《检察官》。虽然他晚年的作品影响大不如前，《检察官》仍被认为是一部重要的作品。罗亚·巴斯托斯于2005年4月26日因心脏病发作在亚松森逝世。他留下了他的三个孩子、他的第三任妻子伊利斯·希门尼斯，以及拉美最杰出作家之一的美誉。

## 主要作品

### 《人子》
《人子》（1960），罗亚·巴斯托斯最早出版且获奖的长篇小说，代表了他与诗歌的最终决裂。看上去它好像是他早期的短篇小说如《叶丛雷声》（1953）的优雅的副产品，它同样处理的是巴拉圭政治压迫和社会斗争的主题。这部小说描绘了从1912年到查科战争结束这段时期巴拉圭统治阶级和被压迫的大众之间的斗争。 像他之后的作品《我，至高无上者》一样，《人子》中融入了一系列自1814年弗朗西亚开始独裁统治时就有的巴拉圭传说和故事。
《人子》的写作是基于一种基督教隐喻系统，该系统是魔幻现实主义新巴洛克理念的一部分，该书以这种隐喻来审视作为巴拉圭人的痛苦。这部小说分别以两个人物之口叙述:米格尔·贝拉和克里斯托瓦尔·哈拉。贝拉讲述奇数章，虽然他可能同样也是全部九章的叙事者（这一点不很明朗）。 他是革命的浪漫支持者，家境富裕，受过良好教育，但他不能以行动实践自己的理想，而且最后背叛了它（与犹大没什么不同）。而哈拉则相反，是一个没受过教育的“人子”，他通过行动和人格魅力成为巴拉圭人民基督般的领袖。虽然该书获得普遍叫好，罗亚·巴斯托斯由于一些原因并不看好这部作品。直到十四年后他才出版另一部小说。

### 《我，至高无上者》

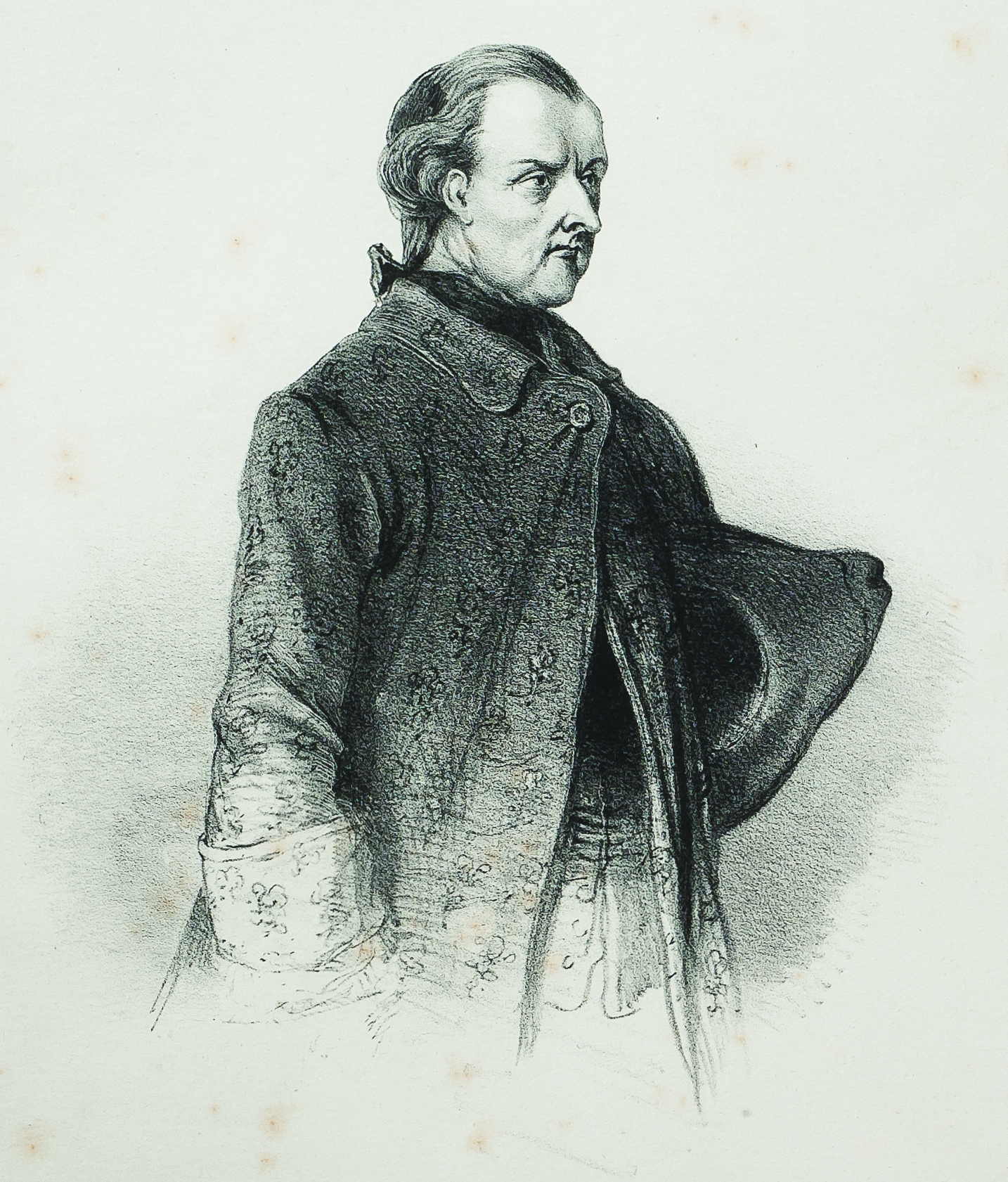
罗亚·巴斯托斯在小说《我，至高无上者》中描写了19世纪巴拉圭独裁者何塞·加斯帕尔·罗德里格斯·德·弗朗西亚

《我，至高无上者》以小说的形式描写了19世纪巴拉圭独裁者何塞·加斯帕尔·罗德里格斯·德·弗朗西亚的生活。小说题目的得来是由于弗朗西亚声称自己是“至高无上者”。在一长串独裁者中，“至高无上者”是最严厉、最诡诈的暴君。 他在1814年到1840年去世这段期间以绝对威权进行统治，并且是拉美历史中唯一的重要角色。他统治的目标与在他之前很长时间里统治巴拉圭的耶稣会士相一致：保持巴拉圭人民和他们传统的纯粹性，以避免他们被欧洲人或其他外来力量所影响。 《我，至高无上者》也关注写作本身的力量（及其弱点）：它的情节围绕着这位独裁者揭露首都附近发现的以他的名义伪造的一系列讽刺诗的努力，以及他与他的秘书帕蒂尼奥的关系，这位秘书记述他口授的想法和命令，但他从没真正相信过他。
这部小说本身是个“异常的文化现象”。据说它是《百年孤独》之后获得最多喝彩的小说，其历史重要性也许不亚于马尔克斯那部经典之作。《我，至高无上者》融合了许多不同的流派和风格。它属于独裁者小说流派，同时也是拉丁美洲文学爆炸的重要作品。 《我，至高无上者》同时也是历史小说流派的里程碑。“《我，至高无上者》由不同的形式编织而成：它同时是历史、传奇、社会学评论、道德哲学、传记小说、革命小册子、证明记录、散文诗、自白书、文学形式的意识形态辩论，以及口语化的语言学论文。”

## 所受的影响
鲁伊·迪亚兹·的·古兹曼的《Anales del descubrimiento, población y conquista del Río de la Plata》被认为对巴斯托斯的写作产生了重大影响。古兹曼是瓜拉尼西班牙混血探险家，他曾用瓜拉尼语以虚构的笔法广泛的描写巴拉圭的地理风貌。然而巴斯托斯更直接的先驱者是拉菲尔·巴雷特（1876——1910），他的作品包含了许多重要的主题和写作风格，这些主题和风格后来被罗亚·巴斯托斯熟练的使用，它们包括：瓜拉尼式西班牙语、魔幻现实主义、巴拉圭历史的重构、社会文学、对集体记忆和诗歌意象系统的探索。巴雷特的《Yo que son los yerbales》是对巴拉圭茶种植园剥削工人的严厉批判。巴斯托斯1940年代早期的部分作品处理的是同一问题，尤其是第一步主要小说《人子》的许多人物角色与之暗合。乌拉圭作家奥拉西奥·基罗加也给了他重要影响。

## 风格
罗亚·巴斯托斯是新巴洛克风格的代表人物之一，这种风格使拉美文学在20世纪中期走上国际舞台。智利诗人巴勃罗·聂鲁达也与该写作流派有联系。这种写作风格使用一种复杂的隐喻系统，该系统与作家生长的土地、当地植物与文化紧密相连，对罗亚·巴斯托斯而言尤其如此。魔幻现实主义乃新巴洛克风格的一种，在现实主义的框架裡使用这种隐喻系统（《我，至高无上者》是个典型范例）。在1947到1980年代的巴拉圭流放作家中，新巴洛克主义很流行。这一时期大多数作品的核心内容是关于政治自由和祖国解放的理念。 
罗亚·巴斯托斯最初的诗歌融合了西班牙文艺复兴和巴洛克传统。之后的诗作则体现出巴列-因克兰、胡安·拉蒙·希梅内斯以及费德里戈·加西亚·洛尔卡，等人的影响，呈现出一种新的敏感性。不过罗亚·巴斯托斯主要的荣誉来自他的散文体小说，尤其是长篇小说。 他的小说穿梭于过去未来之间，情节融合了前殖民时代的神话以及基督教的传说，发展了魔幻现实主义的一种特殊形式，虽然他的小说在体裁上十分多变。

## 主题

### 巴拉圭：集体记忆
罗亚·巴斯托斯的大部分作品都是在流放中写成，这归因于他的祖国压抑的政治环境，那时巴拉圭在文化、经济、政治上都是拉美最落后的国家之一。因此，他那些重要的作品都是在尝试捕捉他的国家的人民内在的脆弱性和悲剧因素。 他的作品不仅关心当代巴拉圭，也关心它的历史，尤其是加斯帕·的·弗朗西亚统治时期（那是《我，至高无上者》的焦点所在）。罗亚·巴斯托斯对这些重要的历史人物和事件感兴趣，这些关于“群众本性”的“社会历史根源”成为他文艺创作的中心主题。
他的创作包含着丰富的象征和多样的叙述性，这些都建立于巴拉圭人的集体记忆之上。比如《我，至高无上者》在人民共有的回忆和符号之上构筑起“流行运动的可能历史”。交互式小说《我，至高无上者》是这种技巧的杰出代表，在遣词和叙事上都是如此。在《检察官》、他关于滥用政治权力的第三部小说中——这回关注的是斯特罗斯纳的政权——罗亚·巴斯托斯又一次提供了一种被接受的历史事件版本的可选性，向“历史的可理解性”发起挑战。最后，他将幻想的原理及超小说技巧融合到叙事中。 

### 人道主义和介入斗争的作家
罗亚·巴斯托斯相信直接参与当代及过往历史的诠释是作家的职责。他认为作家在与那些社会问题交战上比客观的编年史家更胜一筹。 罗亚·巴斯托斯认为“文学活动就是要表示直面命运的必要性，它的愿望就在于支撑集体的生命真实、它的真正道德背景和社会结构、以及与同时代本真的复杂联系——也即献身于普遍的人类世界。”因此，罗亚·巴斯托斯写作的主要主题之一是一种深沉而普遍的人道主义，他尤其关注人类的苦难。
毫无疑问，罗亚·巴斯托斯自身的经历在他对人类苦难的强调上扮演着重要角色。他年轻时曾参加查科战争，他在《人子》中描写了这个事件。之后他又在欧洲亲眼目睹了二战所带来的毁灭、巴拉圭1947年的暴力斗争，以及1976年阿根廷军事独裁统治的兴起。他的短篇小说集《叶丛雷声》于1953年出版，它关于政治压迫和反抗的黑色描写为《人子》和《我，至高无上者》打下基础。二十年后《我，至高无上者》出版，实践了罗亚·巴斯托斯关于“介入斗争的作家”的理念。他提供了关于巴拉圭首任独裁者的终极思考的坦率的小说化表述，当时巴拉圭被一个实行类似的压迫和孤立主义政策的政权所统治。在拉丁美洲文学爆炸时期罗亚·巴斯托斯并不是唯一用文学手段介入当代时政的作家。在1960年代和1970年代，加西亚·马尔克斯和其他一些人走的是同样的道路。这些作家一起缔造了独裁者小说流派。

### 双语现象
与大多数出身农民或工人的巴拉圭人一样，罗亚·巴斯托斯从出生始学习西班牙语和瓜拉尼语。西班牙语和瓜拉尼语都是巴拉圭的官方语言（后者主要是口头语言）。虽然瓜拉尼语在家里或“街上”都很“普及”，西班牙语却代表着官方业务和权利。在欧洲进行殖民统治后几个世纪里本土语言的保存和广泛使用是拉丁美洲的一个独特现象，而瓜拉尼语是巴拉圭民族主义的象征，并且是解释这个国家历史真实的有效媒介。 这是18世纪统治巴拉圭用瓜拉尼语传教的耶稣会士所留下的遗产。
罗亚·巴斯托斯最初以西班牙语开始写作时，这两种语言的相互影响是他风格中的一个重要部分。这样，罗亚·巴斯托斯的语言使用范围被大大拓宽了，同时也造成了一种国际通行语言和一种晦涩和极度巴拉圭化的语言间的张力。 罗亚·巴斯托斯将两种语言的关系描述为“在口头语言和文学语言上几乎是一种精神分裂”。

## 荣誉和声望
在职业生涯中，罗亚·巴斯托斯获得了很多荣誉和声望。1941年他因《富尔亨西娅·米兰达》获巴拉圭奖。之后他又获得了英国议会奖金，因此得以在二战中游历欧洲。1959年罗亚·巴斯托斯因他第一部公开发表的小说《人子》获罗萨达奖。该书的改编电影次年获阿根廷电影学会最佳西班牙语电影奖。 他获得的最具声望的奖项是1971年的古根海姆纪念奖以及1989年的塞万提斯奖。他把大部分奖金都用在了巴拉圭图书事业上。

## 对后世的影响
罗亚·巴斯托斯的写作横跨四个国家、六十年的事件、以及无数的流派。他一生为拉丁美洲文学爆炸以及独裁者小说的写作以及新电影运动作出了极大的贡献。罗亚·巴斯托斯影响了许多国外的后爆炸时期作家，他们包括门波·西亚尔迪内里、伊莎贝尔·阿连德、埃尔西利亚·赛佩达、索尔·伊瓦古言、路易莎·巴伦苏埃拉以及安东尼奥·斯卡尔梅达。作为巴拉圭最有影响的作家，他对巴拉圭新一代作家也保持着很高的影响力。罗亚·巴斯托斯与他祖国的联系在超过40年的流亡生涯中并没有破裂，当斯特罗斯纳政权解体后，他应新总统之邀回到了祖国。
在《我，至高无上者》之前，一些评论家就认为巴斯托斯的《人子》足以使他跻身于世界伟大作家之列。是之前的作品确立了他的地位。，据胡安·曼努埃尔·马科斯所说，《我，至高无上者》“预告了许多后爆炸时代的写作技法”，比如“历史论述、文本化、戏仿的嘉年华”。 墨西哥文学大师卡洛斯·富恩特斯称《我，至高无上者》是拉美文学的里程碑之一。虽然他的名声主要来自长篇小说，罗亚·巴斯托斯在电影、创造性写作、新闻方面的贡献同样充实了他的遗产。

## 发表的作品

### 长篇小说
- Hijo de hombre （1960；《人子》）
- Yo, el Supremo （1974；《我，至高无上者》）
- Vigilia del admirante （1992；《不眠的海军司令》）
- El fiscal （1993；《检察官》）
- Contravida （1994；《逆向生活》）

### 短篇小说
- El trueno entre las hojas （1953；《叶丛雷声》）
- El baldío （1966；《空地》）
- Madera quemada （1967；《燃烧的木头》）
- Los pies sobre el agua （1967；《水上行》）
- Moriencia （1969； 《屠杀》）
- Cuerpo presente （1971）
- El pollito de fuego （1974）
- Los Congresos （1974）
- El somnámbulo （1976）
- Lucha hasta el alba （1979）
- Los Juegos （1979； 《游戏》）
- Antología personal （1980）
- Contar un cuento, y otros relatos （1984；《讲个故事》）
- Madama Sui （1996）
- Metaforismos （1996）
- La tierra sin mal （1998； 《无罪的土地》）
- Cuentos completos"（2001）

### 电影剧本
- Hijo de hombre （1960）
- Shunko （1960）
- Alias gardelito （1961）
- El senor presidente （1966）
- Do segundo sombra （1968）
- Yo El Supremo （1974）

### 诗歌
- El Ruiseñor de la aurora, y otros poemas （1942；《歌唱黎明的夜莺及其他诗歌》），写于1936年
- "El naranjal ardiente" （1960；《燃烧的橘林》），写于1947至1949年间

### 其他作品
- Cándido Lopez （1976）
- Imagen y perspectivas de la narrativa latinoamericana actual （1979）
- Lucha hasta el alba （1979）
- Rafael Barrett y la realidad paraguaya a comienzos del siglo （1981）
- El tiranosaurio del Paraguay da sus ultimas boqueadas （1986）
- Carta abierta a mi pueblo （1986）
- El texto cautivo: el escritor y su obra （1990）
- Mis reflexiones sobre el guión  y el guión de "Hijo de hombre" （1993）

### 文选
- Antología personal （1980；《个人文选》）

## 脚注
1. 1 2  King 1983，第16頁
2. 1 2 3  Flores（1992年），第736页
3. 1 2 3  Foster 1978，第17頁
4. 1 2 3 4 5  Caistor 2005
5. 1 2 3  Foster 1978，第11頁
6. 1 2  Flores（1992年），第737页
7. ↑  Foster 1978，第18頁
8. ↑  Ward 1978，第500頁
9. 1 2  Foster 1978，第19頁
10. 1 2  Barnard & Rist 1996，第32–33頁
11. 1 2  Marcos 1989，第1212頁
12. 1 2 3 4  Marcos 1992，第487頁
13. 1 2 3
14. 1 2 3  Ryan（1991年），第405页
15. ↑  Flores（1992年），第739页
16. 1 2  Foster 1978，第38頁
17. 1 2 3  Ryan（1991年），第404页
18. 1 2  Foster 1978，第40頁
19. ↑  Foster 1978，第39頁
20. ↑  Hoyt Williams 1979，第99頁
21. ↑  Foster 1978，第2頁
22. ↑  Martin 1989，第278頁
23. ↑  Fuentes 1986
24. ↑  Tobia 1997，第423頁
25. ↑  De Costa, P.186
26. ↑  Marcos 1989，第1209頁
27. ↑  Marcos 1989，第1210頁
28. ↑  Lewis 1997，第102頁
29. ↑  Foster 1969，第18頁
30. ↑  Marcos 1992，第485頁
31. ↑  Marcos 1989，第1211——1212頁
32. ↑  Marcos 1992，第486頁
33. ↑  Foster 1969，第11頁
34. ↑  Lewis 1997，第717頁
35. ↑  Marcos 1992，第487頁
36. ↑  Foster 1969，第19頁
37. ↑  Foster 1978，第24頁
38. ↑  Foster 1978，第25頁
39. 1 2 3  Shaw 2002，第137–39頁
40. ↑  Franco 1994，第331頁
41. ↑  Shaw 2002，第139頁
42. ↑  Foster 1969，第14頁
43. 1 2  Foster 1978，第21頁
44. ↑  Shaw 2002，第137–38頁
45. 1 2 3  Foster 1978，第16頁
46. 1 2  Mendez-Faith 1997，第619頁
47. ↑  Foster 1978，第18頁
48. ↑  Bach 1996
49. ↑  Levinson 2002，第3–4頁
50. ↑  Wood 1996，第395頁
51. ↑  Seymour-Smith 1985，第943頁

## 外部連結
- Augusto Roa Bastos en el Centro Virtual Cervantes （页面存档备份，存于） （西班牙文）
- Portal sobre Augusto Roa Bastos （西班牙文）
- Página sobre Augusto Roa Bastos （西班牙文）
- Partida del Maestro Augusto Roa Bastos （西班牙文）
- Hijo de hombre. 小說閱讀. （西班牙文）